# Autotoky
Autotoky é a reprodução uniparental por autofecundação ou partenogênese. A palavra vem das palavras gregas auto significando self e tokos significando nascimento.